# Радік Саліхов
Радік Саліхов ( тат. Радік Рім ули Саліхов ; рід. 10 квітня 1965, Купаєво, Мамадиський район, Татарстан) - татарський політик, історикта філолог. Лауреат Державної премії Республіки Татарстан у галузі науки та техніки (2008). Дійсний член Академії наук Республіки Татарстан (2016). Директор Інституту історії імені Ш. Марджані (2020- т. ч. ).

## Біографія
Радік Саліхов 10 квітня 1965 року, народився в селі Купаєво Мамадиського району Татарської АРСР  . З сім'ї вчених Світлани та Риму Саліхових , доктора філологічних наук, професора кафедри татарської літератури Казанського державного університету імені Ст. І. Леніна  . Брат - Марат Саліхов .
1982 році починає навчання та вступає на філологічний факультет Казанського державного університету імені В. І. Леніна, який успішно закінчив у 1989 році   . 
У 1989-1990 роках був вчителем в казанській середній школі № 11  .
У 1990 році почав працювати в Інституті мови, літератури та історії Казанської філії Академії наук СРСР (надалі — Академії наук Республіки Татарстан), де 1994 року закінчив аспірантуру, а також послідовно обіймав посади молодшого, наукового та старшого наукового співробітника відділу Зводу пам'яток. У 1997 році перейшов до новоствореного Інституту історії імені Ш. Марджані АН РТ  де був старшим науковим співробітником (1997—2007), завідувачем відділу нової та новітньої історії Татарстану (2007—2011), заступником директора з наукової роботи (2011—2020)     . 
Є членом вченої ради Інституту історії імені Ш. Марджані АН РТ, Національного музею Республіки Татарстан, Державного історико-архітектурного та художнього заповідника «Казанський кремль» , Національної ради Всесвітнього конгресу татар (з 2015 року)  топоніміці (з 2015 року)   .
У 1998 році отримав ступінь кандидата історичних наук, захистивши дисертацію на тему «Громадсько-реформаторська діяльність татарської буржуазії Казані у другій половині XIX – на початку ХХ ст.»  . 
В 2006 захистив дисертацію «Татарська буржуазія Російської імперії: взаємодія з суспільством і владою (друга половина XIX – початок ХХ ст.)» і став доктором історичних наук  . Член-кореспондент (з 2011 року) , дійсний член Академії наук Республіки Татарстан (з 2016 року) , член її Президії . У науковій роботі спеціалізується в історії татарського торгово-промислового класу, буржуазії, мусульманських громад, видатних діячів татарської культури. Зробив значний внесок у вивчення духовної та матеріальної культури татарського народу, населених пунктів та нерухомих пам'яток культурної спадщини татарського народу та народів Татарстану, а також в область історичної та сучасної територіальної геральдики   . Є членом спеціальних рад Казанського федерального університету та Казанського державного інституту культури і мистецтв , підготував 8 кандидатів наук . Має вчене звання доцента .
2002 стає членом новоствореної Геральдичного ради при президенті Республіки Татарстан , 2006 - стає заступником його голови . У складі авторського колективу, зокрема разом з Р. Хайрутдіновим, є розробником гербів і прапорів Агризького , Азнакаєвського , Аксубаєвського  , Актанишського [21], Олексіївського [  ], Алькеєвського [  , Апостовського , Арського , Атнінського , Бавлінського , Балтасинського , Бугульмінського [ , Буїнського  ], Верхньоуслонського [ , Високогірського  , Єлабузького , Заїнського , Зеленодольського , Кайбицького , Камсько-Устьинського , Кукморського , Лаїшевського , Леніногорського , Мамадиського  Менделєєвського [ , Мензелинського , Муслюмівського , Нижньокамського , Новошешмінського , Нурлатського , Пестречинського , Рибно-Слобідського , Сабінського  , Спаського , Тетюського , Тукаєвського , Тюлячинського , Черемшанського , Чистопольського , Ютазинського районів , а також Набережних Човнів  .
У травні 2020 стало відомо про плани міністерства освіти і науки Республіки Татарстан ліквідувати Інститут історії імені Ш. Марджані, приєднавши його до Інституту археології імені А. Халікова, який виділився в окрему установу ще в 2013 . Термін перебування директора Інституту Р. Хакімова на посаді мав закінчитися в листопаді того ж року , причому раніше він сам прочитав у наступники саме свого заступника Саліхова . В результаті бурхливої громадської кампанії на захист Інституту за підсумками домовленостей з апаратом президента Республіки Татарстан було оголошено, що установа буде збережена в існуючому вигляді, проте Хакімов піде на посаду наукового керівника, а виконувачем обов'язків директора до нових виборів стане Саліхов . 10 червня його було призначено на цю посаду наказом міністра Р. Бурганова , 15 жовтня обрано в ході таємного голосування , і 19 жовтня затверджено на посаді . На новому посту Саліхов пообіцяв продовжувати займатися вивченням історії татар та її популяризацією .

## Нагороди
Премії
- Державна премія Республіки Татарстан у галузі науки і техніки (8 грудня 2008 року) - за цикл робіт з обґрунтування часу виникнення міста Казані, етапів становлення та розвитку його історико-культурної спадщини [70] .

Федеральні
- Медаль «На згадку про 1000-річчя Казані» (2005 рік) [2] .

Татарстанські

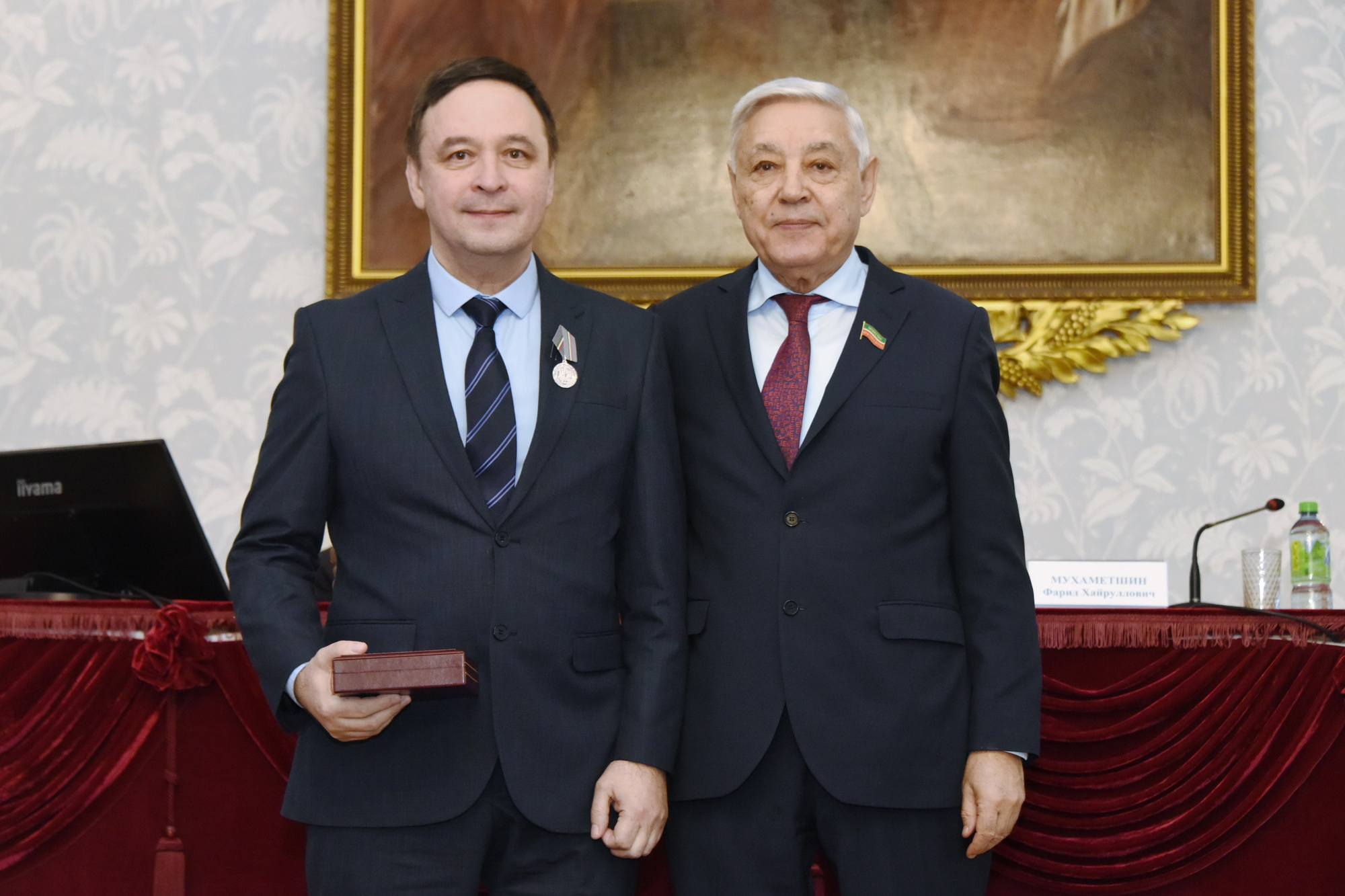
На вручении медали, 2022 год

- Медаль «За доблесну працю» (2022 рік) — за великий внесок у реалізацію державної політики в галузі геральдики, багаторічну плідну працю та активну громадську діяльність [71] . Вручено головою Державної Ради Республіки Татарстан Ф. Х. Мухаметшіним в імператорській залі Казанського університету [72] .
- Почесне звання « Заслуженный деятель науки Республики Татарстан[tt]  » (2016) [73] .
- Лист подяки президента Республіки Татарстан (2007 рік) [9] .
- Лист подяки голови Державної ради Республіки Татарстан (2012 рік) [74] .
- Знак «За досягнення у культурі» міністерства культури Республіки Татарстан (2007) [2] .
- Відзнака «За бездоганну службу Казані» (2020) [75] .

Суспільні
- Почесний знак. Б. Лакієра «Сподвижнику Геральдики» II ступеня Союзу геральдистів Росії (2005) [76] [2] .

## Вибрана бібліографія
Диссертации
- Салихов Р. Р. Общественно-реформаторская деятельность татарской буржуазии Казани (вторая половина XIX — начало XX вв.): автореферат диссертации кандидата исторических наук. — Казань : Казанский государственный университет им. В. И. Ленина, 1998. — 23 с.
- Салихов Р. Р. Общественно-реформаторская деятельность татарской буржуазии Казани (вторая половина XIX — начало XX вв.): диссертация кандидата исторических наук. — Казань : Казанский государственный университет им. В. И. Ленина, 1998. — 190 с.
- Салихов Р. Р. Татарская буржуазия Российской империи: взаимодействие с обществом и властью (вторая половина XIX – начало ХХ в.): автореферат диссертации доктора исторических наук. — Казань : Институт истории им. Ш. Марджани АН РТ, 2006. — 47 с.
- Салихов Р. Р. Татарская буржуазия Российской империи: взаимодействие с обществом и властью (вторая половина XIX – начало ХХ в.): диссертация доктора исторических наук. — Казань : Институт истории им. Ш. Марджани АН РТ, 2006. — 538 с.

Издания
- Салихов Р. Р. Смыков Ю. И., Таишев М. М.[tt], Валеев Р. М., Хайрутдинов Р. Р. и др. Республика Татарстан: памятники истории и культуры: каталог-справочник (коллективная монография). — Казань : Издательство «Эйдос», 1993. — 456 с.
- Салихов Р. Р., Хайрутдинов Р. Р. Республика Татарстан: памятники истории и культуры татарского народа (конец XVIII — начало XX веков). — Казань : Издательство «Фест», 1995. — 280 с.
- Салихов Р. Р., Хайрутдинов Р. Р. и др. Банк на все времена. Государственный банк в Татарстане: вчера, сегодня, завтра. — Берлин : GPMS Gmbh, 1997. — 140 с.
- Салихов Р. Р., Хайрутдинов Р. Р. и др. Свод памятников истории и культуры Республики Татарстан: Административные районы. — Казань : Издательство «Мастер Лайн», 1999. — Т. I. — 460 с.
- Салихов Р. Р., Хайрутдинов Р. Р. и др. Мечети Татарстана. — Казань : Издательский дом РУИЦ, 2000. — 287 с.
- Салихов Р. Р., Хайрутдинов Р. Р. и др. Очерки истории Национального банка Республики Татарстан. — Казань : Издательство «Мастер Лайн», 2000. — 200 с. — ISBN 5931390766.
- Салихов Р. Р., Хайрутдинов Р. Р. и др. Золотые страницы купечества, промышленников и предпринимателей Татарстана. — Казань : Яналиф, 2001. — Т. I. — 285 с. — ISBN 5943520023.
- Салихов Р. Р., Хайрутдинов Р. Р. и др. Золотые страницы купечества, промышленников и предпринимателей Татарстана. — Казань : Яналиф, 2001. — Т. II. — 269 с. — ISBN 5943520023.
- Салихов Р. Р. Татарская буржуазия Казани и национальные реформы второй половины XIX — начала XX в. — Казань : Издательство «Мастер Лайн», 2001. — 123 с. — ISBN 593139091Х.
- Салихов Р. Р., Хайрутдинов Р. Р. Старо-Татарская слобода — от прошлого к будущему : Материалы научно-практической конференции, Казань, 28 февраля — 1 марта 2000 г. — Казань : Издательство «Мастер Лайн», 2001. — 247 с. — ISBN 5931391096.
- Салихов Р. Р., Хайрутдинов Р. Р. Татарские слободы Казани: очерки истории. — Казань : Институт истории АН РТ, 2002. — 302 с. — ISBN 5949810082.
- Салихов Р. Р., Хайрутдинов Р. Р. Из истории населенных пунктов Буинского района Республики Татарстан. — Казань : Институт истории АН РТ, 2002. — 107 с.
- Салихов Р. Р., Хайрутдинов Р. Р., Исхаков Д. М., Уразманова Р. К. Народный татарский праздник Сабантуй: методическое пособие. — Казань : Гасыр, 2004. — 84 с.
- Салихов Р. Р. Участие татарского предпринимательства России в общественно-политических процессах второй половины XIX — начала XX в.: реформа институтов локальной мусульманской общины. — Казань : Издательство «Фэн», 2004. — 259 с. — ISBN 5969000272.
- Салихов Р. Р., Хайрутдинов Р. Р. Исторические мечети Казани. — Казань : Татарское книжное издательство, 2005. — 191 с. — ISBN 5298041205.
- Салихов Р. Р., Измайлов Б. И. Адмиралтейская слобода. — Пенза : ИП Рогожин И. В, 2013. — 99 с.
- Салихов Р. Р., Ногманов А. И., Каримов И. Р. Историко-культурный атлас Высокогорского района Республики Татарстан. — Пенза : ИП Рогожин И. В, 2013. — 99 с.
- Салихов Р. Р., Ногманов А. И., Каримов И. Р. Историко-культурный атлас Арского района Республики Татарстан. — Пенза : ИП Рогожин И. В, 2013. — 99 с.
- Салихов Р. Р. Служилая Ура: рождение татарского капитализма / науч. ред. Р. С. Хакимов. — Казань : Институт истории им. Ш. Марджани, 2015. — 279 с. — (История населенных пунктов Республики Татарстан) — ISBN 9785949812037.
- Салихов Р. Р., Габдрафикова Л. Р., Измайлов Б. И. Фирма Алафузова (вторая половина XIX — начало XX века): промышленная история России. — Казань : Институт истории им. Ш. Марджани, 2015. — 275 с. — ISBN 9785949811948.
- Салихов Р. Р. …Из мурз Горной стороны: посвящается 100-летию со дня рождения Ф. С. Муратова и 70-летию Р. Ф. Муратова. — Казань : Институт истории им. Ш. Марджани, 2019. — 247 с. — ISBN 9785852479921.
- Салихов Р. Р., Габдрафикова Л. Р., Миронова Е. В. и др. Человек в революции. Казанская губерния. Культура: коллективная монография. — Казань : Институт истории им. Ш. Марджани, 2019. — 367 с. — ISBN 9785949813126.
- * Салихов Р. Р., Хайрутдинов Р. Р., Измайлов Б. И., Тарунов А. М. и др. Объекты культурного наследия Республики Татарстан: иллюстрированный каталог. — Москва : Научно-информационный издательский центр, 2020. — 999 с. — ISBN 9785902156437.